# Klavdij Tutta
Klavdij Tutta, slovenski slikar in grafik, * 12. januar 1958, Postojna.         
Klavdij Tutta je bil rojen v Postojni. Leta otroštva je preživel s starši v Novi Gorici. Po končani osnovni šoli se je vpisal na Šolo za oblikovanje v Ljubljani. Učil se je pri profesorjih: Tinci Stegovec, Antonu Žnidaršiču, Milanu Butini, Francetu Peršinu, Janezu Grudnu, Tomažu Kržišniku in Gorazdu Šefranu. Nadaljnje šolanje na Akademiji za likovno umetnost v Ljubljani pri profesorjih: Metki Krašovec, Janezu Berniku, Zvestu Apolloniju, Gustavu Gnamušu in Bogdanu Borčiču. Pri Bogdanu Borčiću je tako diplomiral kot zaključil podiplomski študij grafike. Ukvarja se s slikarstvom, grafiko in objekti. Imel je preko 200 samostojnih razstav, sodeloval pa je na več kot 300 skupinskih doma in po svetu. Za svoje delo je prejel 61 domačih in mednarodnih priznanj. Med nagradami izstopajo tiste, ki jih je prejel na mednarodnih bienalih v Ljubljani, Barceloni, Seulu, Cadaquesu, Lodzu in Beljaku. Od leta 1981 je član DSLU. Leta 1992 je bil izvoljen za predsednika Zveze društev likovnih umetnikov Slovenije - ZDSLU. Leta 1993 pa je ustanovil likovno delavnico "Slovenija odprta za umetnost", ki že več let poteka na Sinjem Vrhu nad Ajdovščino. Je predsednik umetniškega sveta in gonilna slia Likovnega društva Kranj. Kot samostojni umetnik živi in dela v Novi Gorici in Kranju, kjer je zasnoval Mednarodni festival likovnih umetnosti.